# 高力國際

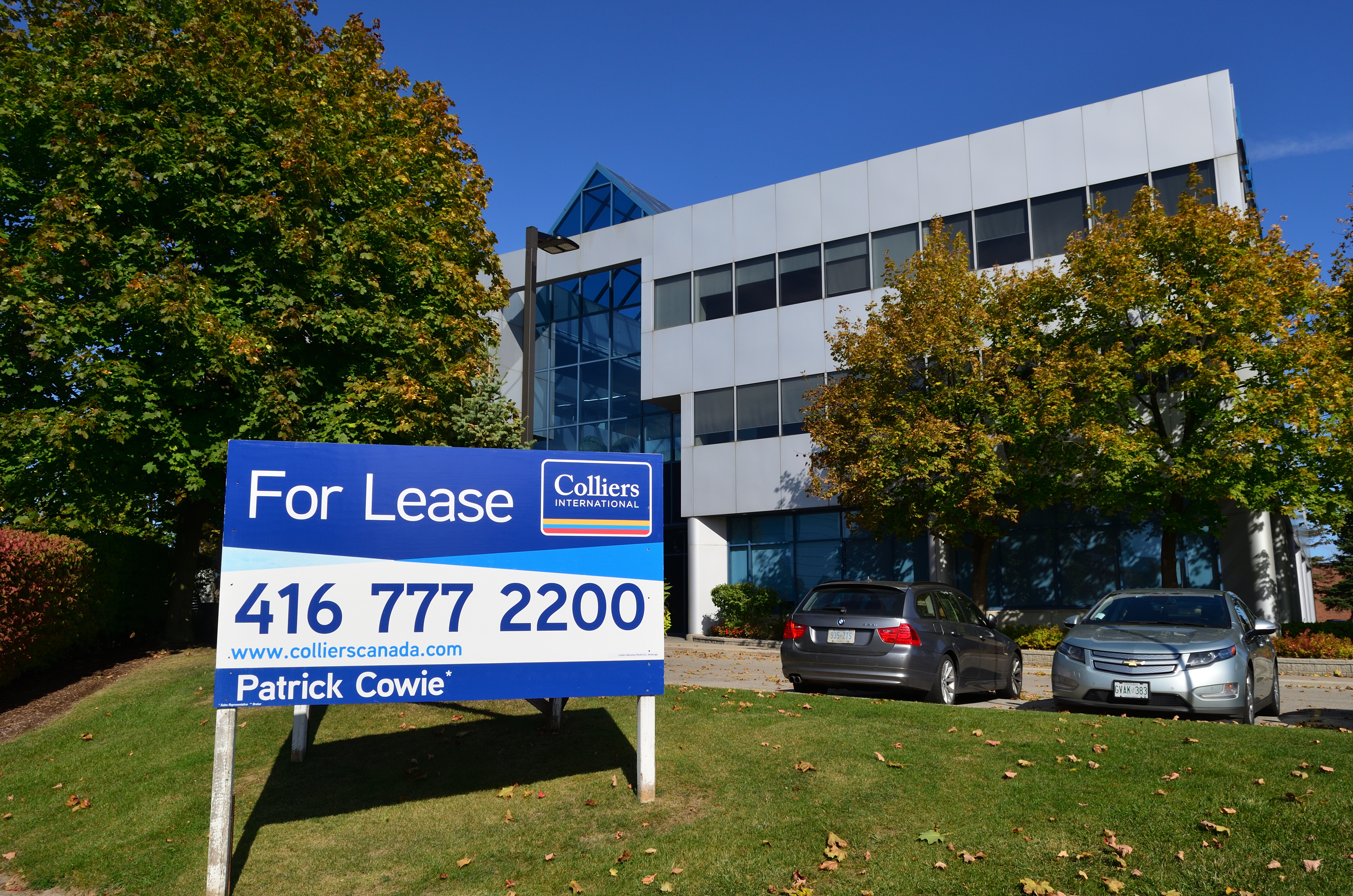
高力國際辦公室出租的廣告

高力國際（Colliers International）是一個總部位於加拿大的全球商業不動產服務機構。 該公司最初由來自三間地產服務公司的多位獨立地方企業主創辦於1976年，公司名稱源自其創辦人Robert McCuaig、Bill McHarg及George Duncan的恩師Ronald Collier之名。
後來，高力國際與Macaulay Nicolls Maitland結盟，並從地區性地產公司轉型為全球性集團企業；同時，MNM也更名為Colliers Macaulay Nicolls，並於後來再度更名高力國際（Colliers International）。
FirstService企業則投資大量資金於高力國際主要股東之一的CMN公司，並於2012年收購高力國際的英國及愛爾蘭業務，再分離其住宅物業管理和物業服務業務部門成立高力國際集團公司；該公司於2015年6月2日在納斯達克證券交易所和多倫多證券交易所正式上市交易。
2001年12月17日怡和管理有限公司宣布，怡和太平洋控股有限公司已將其在亞太區房地產服務合資公司——怡高物業顧問控股有限公司（Colliers Jardine Holdings Limited）的一半股權售予其合營夥伴Colliers Macaulay Nicolls（「CMN」）。怡和太平洋將可藉此取得怡高物業顧問於香港及澳門物業管理業務之全部擁有權。
怡高物業顧問直接聘用逾1,600名員工，在亞太區專門提供物業評估、代理及管理服務，業務遍及澳洲、香港、新加坡、紐西蘭、中國、印度、韓國、印尼、菲律賓、台灣及馬來西亞。
香港物業管理業務僱用逾3,100名員工，並管理327項有關住宅、商業及公共用途的物業，涉及的樓面面積達9,360萬平方呎

## 竞争对手
- 纽约商业房地产经纪公司（Studley Inc）
- 世邦魏理仕（CB Richard Ellis）
- 仲量联行（Jones Lang LaSalle）
- Holliday Fenoglio Fowler（英语：Holliday Fenoglio Fowler）
- 第一太平戴维斯（Savills）
- 莱坊（Knight Frank）

## 連結
- 官方网站
- 高力国际官网 （页面存档备份，存于）
- 台灣高力國際 （页面存档备份，存于）
- 高力國際 Colliers Taiwan的Facebook專頁
- 高力國際公寓大廈管理維護股份有限公司 - 104i